# Ліва рука Бога
«Лі́ва рука́ Бо́га» (англ. The Left Hand of God) — перша частина трилогії нідерландського письменника Пола Гофмана, що вийшла у 2010 році. Є першою книгою однойменної трилогії. Друга книга, «Останні чотири речі» (англ. The Last Four Things) видана у 2011 році, третя, «Змахи його крил» (англ. The Beating of His Wings) — у 2013 році. Жанр твору критики визначають як щось середнє між фентезі та історичною алюзією.

## Сюжет
Книга описує вигаданий доіндустріальний світ. Численні нації цього світу розсіяні по всьому світові. Найвпливовішими з них є Матерацці, подібні до давніх римлян, фанатичні Спасителі та їх вічні супротивники Антагоністи.
Сюжет книги фокусується переважно на конфлікті Спасителів та Антагоністів. Спасителі тренують своїх воїнів шляхом викрадення чи покупки малих дітей, яких навчають у напівтюремних, напіввійськових тренувальних центрах, що мають назву Святилища, і через біль та страждання перетворюють їх на вояків (приблизно половина дітей помирають в процесі навчання).
Головний герой — чотирнадцятирічний хлопчик, якого звати Томас Кейл, який є (або принаймні так вважає) звичайним рекрутом у великому протистоянні Спасителів та Антагоністів. Згідно з пророцтвом має або врятувати, або знищити світ.

## Критика
Критики сприйняли книгу «Ліва рука Бога» переважно негативно. Зокрема, у відгуках видань «Дейлі телеграф» та «Гардіан» критикують слабку послідовність сюжету, надмірну суміш жанрів та заплутаний сюжет.